# Syrphoctonus liparus
Syrphoctonus liparus är en stekelart som först beskrevs av Setsuya Momoi 1973.  Syrphoctonus liparus ingår i släktet Syrphoctonus och familjen brokparasitsteklar. Inga underarter finns listade i Catalogue of Life.